# クール・ジャズ
クール・ジャズ (cool jazz) とは、ビバップの反動として1940年代後半に生まれた、白人寄りの傾向をもつジャズのジャンル。リラックスした軽いサウンドが特徴だった。

## 歴史
スウィング・ジャズの衰退を受け、戦後まもなくに登場したビバップは、複雑なアドリブ演奏と奔放さを特徴として持っていた。クール・ジャズはビバップの反動として奏法・展開などに抑制の効いたスタイルを持ち味とした。南部のニューオーリンズ・ジャズやディキシーランド・ジャズの後に登場した白人主体のクールなジャズを指している。クール・ジャズの分類は、マイルス・ディヴィス、チェット・ベイカーらのジャズの他に、レニー・トリスターノ、リー・コニッツらのジャズなど複数の分類がある。
ビバップが黒人のためのジャズであるのに対し、クール・ジャズは白人による白人のためのジャズと後にいわれることになった。だが、クール・ジャズの創始者はマイルス・デイヴィスといわれ、彼のアルバム『クールの誕生 (Birth of the Cool)』がその起源ともされている。常に音楽的進化を望んだ彼が打ち出したこのスタイルは、白人など他の人種も受け入れる姿勢を示していた。
テッド・ジオイアとリー・コニッツは、ビックス・バイダーベックとフランキー・トランバウアーをクールジャズ美学の初期の先駆者としてあげている。また、マイルス・デイヴィスの音符の選択は、野性的というよりも熟考を意味していた。

## クール・ジャズの代表的なアーティスト
- レニー・トリスターノ (1919年-1978年)
- リー・コニッツ (1927年-2020年)
- スタン・ゲッツ (1927年-1991年)
- ジョージ・シアリング (1919年-2011年)
- ジェリー・マリガン (1927年-1996年)
- スタン・ケントン (1911年-1979年)
- ウディ・ハーマン
- マイルス・デイヴィス
- ギル・エヴァンス (1912年-1988年)